# Pardosa suchismitae
Pardosa suchismitae este o specie de păianjeni din genul Pardosa, familia Lycosidae, descrisă de Majumder în anul 2004. Conform Catalogue of Life specia Pardosa suchismitae nu are subspecii cunoscute.